# Nedim Čović
Nedim Čović (ur. 27 maja 1988 w Sarajewie) – bośniacki lekkoatleta specjalizujący się w biegach sprinterskich.
Międzynarodową karierę zaczynał w roku 2006 od startu w mistrzostwach świata juniorów. W kolejnym sezonie wziął udział w juniorskim czempionacie Starego Kontynentu. Startował na uniwersjadzie w Belgradzie (2009). Reprezentował Bośnię i Hercegowinę na mistrzostwach Europy w 2010 nie odnosząc sukcesów. Brał udział w mistrzostwach Bałkanów, klubowym pucharze Europy juniorów, pucharze Europy oraz drużynowych mistrzostwach Europy. Wielokrotny rekordzista kraju oraz medalista mistrzostw Bośni i Hercegowiny.

## Osiągnięcia
| Rok  | Impreza                                | Miejsce    | Konkurencja        | Lokata            | Wynik |
| ---- | -------------------------------------- | ---------- | ------------------ | ----------------- | ----- |
| 2006 | II liga pucharu Europy                 | Nowy Sad   | bieg na 100 m      | 6. miejsce        | 10,96 |
| 2006 | II liga pucharu Europy                 | Nowy Sad   | bieg na 200 m      | 3. miejsce        | 21,48 |
| 2006 | Mistrzostwa świata juniorów            | Pekin      | bieg na 100 m      | eliminacje        | 10,80 |
| 2006 | Mistrzostwa świata juniorów            | Pekin      | bieg na 200 m      | eliminacje        | 21,67 |
| 2007 | II liga pucharu Europy                 | Zenica     | bieg na 100 m      | 7. miejsce        | 11,01 |
| 2007 | Mistrzostwa Europy juniorów            | Hengelo    | bieg na 100 m      | półfinał          | DNF   |
| 2007 | Mistrzostwa Europy juniorów            | Hengelo    | bieg na 200 m      | eliminacje        | 21,88 |
| 2007 | Mistrzostwa Bałkanów                   | Kragujevac | bieg na 100 m      | 1. miejsce        | 10,72 |
| 2009 | III liga drużynowych mistrzostw Europy | Sarajewo   | bieg na 100 m      | 2. miejsce        | 10,86 |
| 2009 | III liga drużynowych mistrzostw Europy | Sarajewo   | bieg na 200 m      | 2. miejsce        | 21,48 |
| 2009 | III liga drużynowych mistrzostw Europy | Sarajewo   | sztafeta 4 x 100 m | 6. miejsce        | 42,08 |
| 2009 | Uniwersjada                            | Belgrad    | bieg na 100 m      | eliminacje        | 10,86 |
| 2010 | III liga drużynowych mistrzostw Europy | Marsa      | bieg na 100 m      | 2. miejsce        | 10,46 |
| 2010 | III liga drużynowych mistrzostw Europy | Marsa      | bieg na 200 m      | 1. miejsce        | 21,06 |
| 2010 | III liga drużynowych mistrzostw Europy | Marsa      | sztafeta 4 x 100 m | 3. miejsce        | 41,35 |
| 2010 | Mistrzostwa Europy                     | Barcelona  | bieg na 100 m      | el. – 35. miejsce | 34,89 |

## Rekordy życiowe
| Konkurencja               | Rezultat | Data             | Miejsce   | Uwagi                      |
| ------------------------- | -------- | ---------------- | --------- | -------------------------- |
| Bieg na 60 metrów (hala)  | 6,98     | 9 lutego 2008    | Ateny     |                            |
| Bieg na 100 metrów        | 10,42    | 1 lipca 2010     | Velenje   | rekord Bośni i Hercegowiny |
| Bieg na 200 metrów        | 21,05    | 6 czerwca 2010   | Sarajewo  | rekord Bośni i Hercegowiny |
| Bieg na 200 metrów (hala) | 23,02    | 27 stycznia 2006 | Budapeszt | rekord Bośni i Hercegowiny |